# Khost
Khost (persiska, pashto: خوست) är en stad i östra Afghanistan och huvudstad i provinsen med samma namn, nära gränsen mot Pakistan. Khost beräknades ha 11 000 invånare 2012. Staden är också administrativt centrum för distriktet Khost.